# Thailand Futsal League 2019
Die Thailand Futsal League 2019 war die 12. Saison der höchsten thailändischen Futsalliga seit ihrer Gründung im Jahr 2006. Titelverteidiger war der Port Futsal Club.

## Teilnehmende Mannschaften
| Mannschaft                          | Standort     |
| ----------------------------------- | ------------ |
| Bangkok BTS Futsal Club             | Bangkok      |
| Bangkok City Futsal Club            | Bangkok      |
| Chonburi Bluewave Futsal Club       | Chonburi     |
| Department of Highways Futsal       | Nonthaburi   |
| Hongyen Thakam Futsal Club          | Ban Phaeo    |
| Kasem Bundit University Futsal Club | Bangkok      |
| Neu Khon Kaen Futsal Club           | Khon Kaen    |
| Nonthaburi Futsal Club              | Nonthaburi   |
| Port Futsal Club                    | Bangkok      |
| Rajnavy Futsal Club                 | Bangkok      |
| Samut Sakhon Futsal Club            | Samut Sakhon |
| Sisaket Futsal Club                 | Sisaket      |
| Surat Thani Futsal Club             | Surat Thani  |
| Thammasat Young Blood Futsal Club   |              |

## Abschlusstabelle
Saisonende 2019
| Pl. | Verein                              | Sp. | S  | U | N  | Tore    | Diff. | Punkte |
| --- | ----------------------------------- | --- | -- | - | -- | ------- | ----- | ------ |
| 1.  | Port Futsal Club (M)                | 26  | 22 | 1 | 3  | 116:460 | +70   | 67     |
| 2.  | Chonburi Bluewave Futsal Club       | 26  | 20 | 3 | 3  | 122:360 | +86   | 63     |
| 3.  | Surat Thani Futsal Club             | 26  | 15 | 4 | 7  | 100:720 | +28   | 49     |
| 4.  | Bangkok BTS Futsal Club             | 26  | 13 | 5 | 8  | 090:790 | +11   | 44     |
| 5.  | Samut Sakhon Futsal Club            | 26  | 12 | 6 | 8  | 070:690 | +1    | 42     |
| 6.  | Department of Highways Futsal       | 26  | 11 | 7 | 8  | 088:780 | +10   | 40     |
| 7.  | Hongyen Thakam Futsal Club          | 26  | 12 | 4 | 10 | 078:690 | +9    | 40     |
| 8.  | Bangkok City Futsal Club            | 26  | 8  | 9 | 9  | 068:790 | −11   | 33     |
| 9.  | Thammasat Young Blood Futsal Club   | 26  | 9  | 4 | 13 | 077:870 | −10   | 31     |
| 10. | Neu Khon Kaen Futsal Club           | 26  | 9  | 3 | 14 | 077:106 | −29   | 30     |
| 11. | Rajnavy Futsal Club                 | 26  | 7  | 8 | 11 | 085:910 | −6    | 29     |
| 12. | Kasem Bundit University Futsal Club | 26  | 4  | 8 | 14 | 051:840 | −33   | 20     |
| 13. | Sisaket Futsal Club                 | 26  | 5  | 2 | 19 | 056:108 | −52   | 17     |
| 14. | Nonthaburi Futsal Club              | 26  | 2  | 2 | 22 | 040:114 | −74   | 08     |